# Лукића храст
Лукића храст је споменик природе који се налази у Шумадији у селу Раниловић.

## Положај
Лукића храст се налази на јужној подгорини Космаја, око 14 km североисточно од Аранђеловца. Од центра села Раниловић удаљен је око 1,5 km. Приступачно је асфалтним путем од Аранђеловца, или од Сопота преко Рагаче, до Раниловића, а затим камено-земљаним сеоским путем. Од Београда је удаљено 94 km преко Аранђеловца и 64 km преко Сопота. Ово монументално храстово стабло је на око 216 m надморске висине на благо нагнутој падини изворишне челенке.
Под спомеником природе „Лукића храст” - Раниловић подразумева се стабло храста и припадајући простор. Границу припадајућег простора споменика природе на терену чини пројекција његове крошње. Заштићену површину чини пројекција крошње храста, чији пречник износи 28,5 m и који прекрива површину од 6,38 ари.

## Природне карактеристике
Заштићено стабло храста сладуна има следеће дендрометријске карактеристике:
- Висина стабла - 24
- Висина дебла до прве гране - 4
- Обим дебла на 1,3 м - 5,38
- Пречник дебла на 1,3 м - 1,72
- Пречник крошње - 28,5
- Старост стабла - око 400 година

Храст сладун представља један од најлепших европских храстова.
„Лукића храст” - Раниловић је типичан представник своје врсте. Поседује право, здраво и пунодрвно дебло; широку објајасту крошњу, чије се гране спуштају на висину од 2 m од површине земље. Велике димензије обима и пречника дебла потврђују да се ради о стаблу на осами (без конкурената).
Овакав импозантан изглед стабла тренутно нарушава једна од основних грана (која се рачва из дебла), а која је потпуно сува јер је сигурно доста година под нападом инсеката.
На појединим местима широке крошње такође су присутне суве вршне гране које су највероватније резултат деловања полупаразита имеле. У декоративном смислу имела може да са својим надоле висећим зеленим жбуновима улепша само стабло, међутим као полупаразит она црпи минералне материје, а не органске. Углавном се овај полупаразит преноси семеним путем помоћу птица. У свакој основи крошње се запажа већа калусна маса, настала после одваљивања дебље и полусуве гране услед невремена. Стабло је витално и још увек плодоноси.

## Створене карактеристике
Споменик природе „Лукића храст” - Раниловић на основу својих димензија указује да се ради о заосталом примерку врсте и представнику некада широко распрострањених шума сладуна и цера.
Обзиром да се храст налази у Шумадији у близини насеља као резултат повећања површина пољопривредних земљишта, шуме сладуна и цера су углавном искрчене. Веће састојине сладуна и цера могу да се нађу једино у парк шумама и манастирским шумама.
Услед честих сеча састојине сладуна и цера су углавном изданачког порекла. Нарочито велику изданачку способност поседује сладун који је тиме и више угрожен због квалитетнијег дрвета, тако да се уопште и не могу срести стабла семеног порекла.
Све ово потврђује чињеницу да и заштићено природно добро „Лукића храст” - Раниловић представља примерак сладуна који има изданачко порекло, али највероватније спада у другу, трећу генерацију. Заштићено природно добро представља и запис, те је у селу Раниловићу познат као - Лукића запис. Око стабла се сваке године обавља литија чиме се наново уклесује крст са источне стране дебла. Литија се обавља на Спасовдан.

## Оцена стања/угрожености
Заштићено природно добро се налази на ивици колског пута који из села Раниловића води у засеок Белановац. Широка крошња сладуна прекрива пут и са својом првом живом граном прави хлад на пољопривредном земљишту на коме се од култура гаји кукуруз. Ова грана је у највећој опасности од угрожења јер је јако ниско од површине земље, изложена је оштећењу приликом проласка путем, а и приликом извођења пољопривредних радова.
На стаблу се уочава потпуно сува једна од основних дебелих грана која је резултат напада велике храстове стрижибубе. Велико присуство имеле временом умањује укупну виталност стабла. Већих оштећења на стаблу нема.

## Концепт, режим и мере заштите, развоја и уређења
До 1994. године ово природно добро није уживало заштиту. 
Циљ заштите је очување споменика природе „Лукића храст” - Раниловић.
Обзиром на велику старост коју храст поседује и на тенденцију опадања виталности стабла, неопходно је спровести санационе мере како би се животни век продужио. Међутим због приче мештана у селу Раниловић да је то свето дрво и да се са стабла не смеју откидати никакви делови грана ни плодова, створила се отежавајућа околност за спровођење санационих мера заштите.
На основу Правилника о категоризацији заштићених природних добар, Завод за заштиту природе Србије је предложило да се споменик природе - ботаничког карактера „Лукића храст” - Раниловић уврсти у II (другу) категорију - значајно природно добро.